# گاچ
گاچ، روستایی از توابع بخش مرکزی شهرستان ششتمد در استان خراسان رضوی ایران است. 
ی کوه بلندی امامزاده شاهزاده ابوالقاسم واقع شده است

## جمعیت
این روستا در دهستان بیهق قرار دارد و براساس سرشماری مرکز آمار ایران در سال ۱۳۸۵، جمعیت آن ۲۹۴ نفر (۱۰۳خانوار) بوده‌است.